# 26264 McIntyre
26264 McIntyre (tên chỉ định: 1998 RH44) là một tiểu hành tinh vành đai chính. Nó được phát hiện bởi dự án Nghiên cứu tiểu hành tinh gần Trái Đất Lincoln ở Socorro, New Mexico, ngày 14 tháng 9 năm 1998. Nó được đặt theo tên Nancy McIntyre, một nhà giáo dục Hoa Kỳ ở West Hills, California.